# Ein Traumspiel (Oper)
Ein Traumspiel ist eine Oper von Aribert Reimann. Das Libretto stammt von Carla Henius und basiert auf der gleichnamigen literarischen Vorlage von August Strindberg in der Übersetzung durch Peter Weiss.

## Orchester
3 Flöten (mit Piccolo), 2 Oboen, Englischhorn, 2 Klarinetten, Bassklarinette, 2 Fagotte, Kontrafagott, 4 Hörner, 3 Trompeten, 3 Posaunen, Tuba, Schlagwerk, Harfe, Cello, Klavier, Cembalo, Streicher.

## Entstehungsgeschichte
Aribert Reimann wurde durch das Theater Kiel mit der Komposition einer Oper beauftragt und erhielt dafür ein Stipendium. Er begann seine Arbeit an der Oper 1963 in Rom. Nach vier Monaten kehrte Reimann aufgrund von Krankheit zurück nach Berlin. Dort vollendete er das Werk 1964. 1965 wurde die Oper im Opernhaus Kiel unter der Leitung von Michael Gielen uraufgeführt. Heute gilt Das Traumspiel als erstes bedeutendes Opernwerk von Reimann.

## Handlung
Die Tochter des vedischen Gottes Indra wird von diesem auf die Erde gesandt, um zu erfahren, ob die Klagen der Menschen über ihr ewiges Leid gerechtfertigt sind. Indras Tochter hat Mitleid mit den Menschen und will erfahren, woher ihr Leiden stammt. Auf ihrer Reise begegnet Indras Tochter in nur lose miteinander verbundenen Bildern Personen mit verschiedenen Lebensentwürfen und Klagen. Letztendlich stößt Indras Tochter im Theater auf eine mit einem leuchtenden Kleeblatt versehene Tür. Hinter dieser soll die Lösung des Welträtsels verborgen sein. Als sie die Türe öffnet, findet sich dahinter nichts als absolute Leere. Den Menschen bleibt selbst diese Erkenntnis verschlossen. Bevor sie einen Blick hinter die Tür werfen können, schließt sich die Tür mit einem lauten Knall. Indras Tochter kehrt verstört und aufgezehrt zu ihrem Vater zurück.

## Musik
Die Musik der Oper ist vornehmlich durch Atonalität geprägt. Weite Teile der Partitur sind im System der Dodekaphonie geschrieben.